# 巴列斯堡
巴列斯堡（西班牙語：Castellar del Vallés），是西班牙加泰罗尼亚巴塞罗那省的一个市镇。总面积45平方公里，总人口23455人（2013年），人口密度519人/平方公里。